# Monthoiron

Monthoiron este o comună în departamentul Vienne, Franța. În 2009 avea o populație de 665 de locuitori.